# Journal of Ornithology
Journal of Ornithology, intitulé Journal für Ornithologie jusqu'en 2003 (littéralement « journal d'ornithologie » dans les deux cas) est une revue scientifique éditée par la Deutsche Ornithologen-Gesellschaft (DOG). Il a été fondé par Gustav Hartlaub et son assistant Jean Cabanis en 1853 et est devenu l'organe de presse officiel de la DOG en 1854. Depuis 2004, le titre du journal a changé pour Journal of Ornithology et publie des articles en anglais avec des résumés en allemand.  
Ordre chronologique des responsables de rédaction 
- 1853-1893: Jean Louis Cabanis
- 1894-1921: Anton Reichenow
- 1922-1955: Erwin Stresemann
- 1956-1961: Erwin Stresemann et Günther Niethammer
- 1962-1970: Günther Niethammer
- 1971-1997: Einhard Bezzel
- 1997 -   : Franz Bairlein

Depuis 2004, elle est publiée par le groupe Springer Verlag.